# Sztab Główny Naczelnego Dowództwa Wojska Polskiego
Sztab Główny Naczelnego Dowództwa Wojska Polskiego – jedna z najstarszych instytucji ludowego Wojska Polskiego.
Od chwili swego powstania do końca stycznia 1945 stacjonował w Lublinie. Rozkazem Naczelnego Dowództwa WP nr 26 z 31 stycznia 1945 został przeniesiony w rejon Warszawy, do Włoch, gdzie pozostawał do czasu przeformowania go na nowy etat – Sztabu Generalnego Wojska Polskiego.

## Formowanie
8 sierpnia 1944 roku został wydany w Lublinie pierwszy rozkaz organizacyjny Naczelnego Dowództwa WP (rozkaz nr 3), powołujący do życia m.in. Sztab Główny.
W części dotyczącej Sztabu Głównego rozkaz nakazywał:
„W celu bezpośredniego dowodzenia i kierowania polskimi siłami zbrojnymi zostaje zorganizowany Sztab Główny Wojska Polskiego, w którego skład wchodzą: oddział operacyjny, oddział informacyjny, oddział organizacyjny, oddział zaopatrzenia, oddział personalny, oddział bezpieczeństwa, oddział komunikacji, oddział łączności, oddział łączności specjalnej (szyfrów), adiutantura i kancelaria.”
Formowanie jednostki powierzono płk. inż. Marianowi Spychalskiemu, który na podstawie ogólnych ram strukturalnych, podanych w rozkazie nr 3, miał opracować i przedstawić do zatwierdzenia szczegółowe etaty Sztabu Głównego, a następnie przystąpić do ich obsadzenia. Konkretnych prac organizacyjnych jednak nie rozpoczęto.
13 sierpnia 1944 Naczelne Dowództwo WP otrzymało dyrektywę Sztabu Generalnego Armii Czerwonej zalecającą formowanie jednostki nowych sztabów, dowództw, jednostek i instytucji.
Na podstawie powyższej dyrektywy Naczelny Dowódca WP wydał 20 sierpnia 1944 roku rozkaz nr 8, w którym to polecał płk. Marianowi Spychalskiemu, aby w porozumieniu z szefem Sztabu Mobilizacji i Formowania zorganizował w terminie do 15 września 1944 roku w Lublinie Sztab Główny Naczelnego Dowództwa WP według etatu nr 02/401 (etat dowództwa Frontu) o stanie osobowym 269 ludzi.

## Obsada personalna
Szef sztabu
- płk Marian Spychalski (22 lipca – 1 września 1944)
- gen. bryg. Władysław Korczyc (1 września – 4 października 1944 i 1 stycznia – 9 maja 1945)
- gen. bryg. Bronisław Półturzycki (4 października – 7 października 1944)
- gen. bryg. Bolesław Zarako-Zarakowski (7 października – 31 grudnia 1944)
- gen. bryg. Jan Jośkiewicz

Zastępca szefa sztabu
- gen. bryg. Bolesław Zarako-Zarakowski (1 stycznia – 19 kwietnia 1945)
- gen. bryg. Jan Rotkiewicz

Zastępca szefa sztabu do spraw polityczno-wychowawczych
- płk Jan Korniluk (30 listopada 1944 – 9 maja 1945)

Zastępca szefa sztabu do spraw operacyjnych
- płk Franciszek Andrzejewski (22 listopada 1944 – 9 maja 1945)

Zastępca szefa sztabu do spraw rozpoznawczych
- płk Nikonor Gołośnicki (28 listopada 1944 – 9 maja 1945)[2];

Główny cenzor Wojska Polskiego
- ppłk Roman Jarzębkiewicz (9 stycznia – 9 maja 1945)

## Struktura
Struktura organizacyjna Sztabu Głównego Naczelnego Dowództwa WP, formowanego na podstawie rozkazu nr 8, przedstawiała się następująco:
- Kierownictwo i sekretariat Sztabu Głównego
  - szef Sztabu Głównego, jednocześnie zastępca Naczelnego Dowódcy
  - zastępcy szefa Sztabu Głównego do spraw operacyjnych, rozpoznawczych i polityczno-wychowawczych
  - główny cenzor wojskowy
  - adiutanci szefa sztabu i jego zastępców
  - oficerowie do specjalnych zleceń
- Zarząd operacyjny Sztabu Głównego – 42 osoby
  - szef zarządu, jednocześnie zastępca szefa Sztabu Głównego do spraw operacyjnych
    - 2 zastępców szefa zarządu.

  - oddział operacyjny – 21 osób:
    - szef oddziału i jego zastępca
      - 8 starszych pomocników (jednocześnie szefów kierunków)
        - 7 pomocników szefa oddziału (jednocześnie pomocników szefów kierunków)

      - starszy pomocnik szefa oddziału do spraw obrony przeciwlotniczej
      - starszy pomocnik szefa oddziału do spraw tyłów
      - starszy pomocnik szefa oddziału do spraw rejonów umocnionych

  - oddział przewozów – 3 osoby,
  - oddział informacyjny – 2 osoby
  - oddział studiowania doświadczeń wojennych – 6 osób
  - wydział służby hydrometeorologicznej – 2 osoby
  - kancelaria ogólna i tajna – 5 osób
- Oddział Rozpoznawczo-Wywiadowczy Sztabu Głównego Naczelnego Dowództwa Wojska Polskiego – 87 osób.
- Oddział topograficzny – 11 osób:
  - wydział topograficzny
  - wydział zaopatrzenia w mapy
  - wydział zaopatrzenia specjalistycznego
  - składnica map

Rozkazem Naczelnego Dowódcy WP nr 141/0rg. oddział topograficzny został rozformowany. W jego miejsce utworzono Wojskowy Instytut Geograficzny (WIG) – (etat nr 29/1) o składzie osobowym 332 ludzi. WIG podlegał szefowi Sztabu Głównego.
- Oddział organizacyjno-etatowy i uzupełnień – 29 osób
  - wydział organizacyjny
  - wydział uzupełnień podoficerów i szeregowców
  - wydział etatowy
  - wydział służby wojskowej
  - wydział uzupełnień koni
  - wydział dyslokacji wojsk
  - kancelaria.

Rozkazem Naczelnego Dowództwa WP nr 69 z 24 października 1944 oddział organizacyjno-etatowy i uzupełnień został przeniesiony na nowy etat nr OSzG/20 – oddziału organizacyjno-etatowego. Zmiany w strukturze organizacyjnej oddziału były związane z rozszerzeniem kompetencji Sztabu Głównego w zakresie formowania, co pozostawało w ścisłym związku z reorganizacją Szefostwa Mobilizacji i Formowania na Szefostwo Mobilizacji i Uzupełnień.
- Oddział wyszkolenia bojowego i fizycznego – 7 osób (struktura bezwydziałowa)

Został rozformowany rozkazem Naczelnego Dowództwa Wojska Polskiego nr 140/Org., a jego stan osobowy wcielony do Departamentu Piechoty i Kawalerii.
- Oddział łączności specjalnej (oddział VIII) – 24 osoby (struktura bezwydziałowa)

Rozkazem Naczelnego Dowództwa WP nr 73/0rg. z 22 listopada 1944 r. przy oddziale VIII został utworzony ośrodek szkolenia oficerów szyfrowych.
- Kancelaria główna – 7 osób
  - ekspedycja
  - drukarnia
- Komenda ochrony sztabu – 4 osoby
- Sekcja finansów – 3 osoby
- Oddział administracyjno-gospodarczy
  - ambulatorium – 6 osób
  - pluton gospodarczy – 45 osób
    - drużyna specjalnej ochrony
    - dwie drużyny agregatów AEST

Na podstawie dodatkowych rozkazów Naczelnego Dowództwa poza etatem 02/401 sformowano jeszcze kilka innych komórek organizacyjnych:
- Oddział cenzury wojskowej

Zgodnie z rozkazem Naczelnego Dowódcy Wojska Polskiego z 30 listopada 1944 nr 78 główny cenzor WP (ppłk Sergiusz Orzewski) otrzymał zadanie zorganizować przy Sztabie Głównym Naczelnego Dowództwa WP oddział cenzury wojskowej (według etatu nr D1/l4) o ogólnym stanie 18 ludzi. Orżewski wskutek przeniesienia najprawdopodobniej nie objął funkcji cenzora, a jego miejsce wkrótce zajął ppłk Anatol Bogatyrow, zaś funkcję zastępcy powierzono ppłk. Romanowi
Jarzębkiewiczowi. Oddział ten istniał jedynie do 3 marca 1945 r., a kontrolę prasy przyjęło Ministerstwo Bezpieczeństwa Publicznego. Przy Sztabie Głównym pozostała jedynie dwuosobowa komórka głównego cenzora.
- Oddział ewidencji strat podoficerów i szeregowców

powstał na mocy rozkazu Naczelnego Dowództwa WP nr 95/0rg. z 18 kwietnia 1945. Po kilku miesiącach został rozformowany, a jego skład wcielony do Departamentu Poboru i Uzupełnień MON
- Wydział do spraw partyzanckich (powołany rozkazem Naczelnego Dowództwa WP nr 10 z 24 sierpnia 1944)
  - sekcja materiałowo-technicznego zaopatrzenia
  - sekcja administracyjno-gospodarcza
  - baza zaopatrzenia
  - sekcja sanitarna

## Przeformowanie
Zakończenie wojny zapoczątkowało nowy etap w dziejach Sztabu Głównego Naczelnego Dowództwa WP. Musiał on skupić się na innych działaniach charakterystycznych dla tego okresu. Problemem stał się przede wszystkim udział wojska w walce ze zbrojnym podziemiem niepodległościowym, oraz przejście wojska na stopę pokojową, a w tym opracowanie nowych etatów, demobilizacja, zmiana rejonów dyslokacji wojsk, szkolenie, rozminowywanie, odbudowa zniszczeń wojennych itp.
Nowe zadania wymagały również przystosowania instytucji centralnych WP do nowych realiów. Zaistniała więc obiektywna konieczność przeformowania sztabu na nowe etaty.
Rozkazem organizacyjnym Naczelnego Dowództwa WP nr 177/Org, nakazano szefowi Sztabu Głównego gen. broni Władysławowi Korczycowi przeformować Sztab Główny Naczelnego Dowództwa Wojska Polskiego na Sztab Generalny Wojska Polskiego.